# Vernègues
Vernègues – miejscowość i gmina we Francji, w regionie Prowansja-Alpy-Lazurowe Wybrzeże, w departamencie Delta Rodanu.
Według danych na rok 1990 gminę zamieszkiwało 687 osób, a gęstość zaludnienia wynosiła 43 osoby/km² (wśród 963 gmin regionu Prowansja-Alpy-W. Lazurowe Vernègues plasuje się na 431. miejscu pod względem liczby ludności, natomiast pod względem powierzchni na miejscu 576.).